# Theodor-Wolff-Preis
Der Journalistenpreis der Digitalpublisher und Zeitungsverleger – Theodor-Wolff-Preis (TWP) ist der Journalistenpreis der deutschen Zeitungen. Der Preis wird seit 1962 jährlich in fünf gleichrangigen Einzelpreisen von je 6.000 Euro vom Bundesverband Deutscher Zeitungsverleger (BDZV) verliehen. Zusätzlich wird in unregelmäßigen Abständen das Lebenswerk verdienter Journalisten mit dem Theodor-Wolff-Preis gewürdigt (undotiert).
Die Auszeichnung ist dem Andenken an Theodor Wolff gewidmet, der wegen seiner jüdischen Herkunft 1933 von den Nationalsozialisten aus NS-Deutschland vertrieben wurde. Er war bis 1933 der liberal-demokratische Chefredakteur des Berliner Tageblatts gewesen.

## Kuratorium
Mitglieder des Kuratoriums (Stand 2023) sind:
- Vorsitzender: Helmut Heinen (Herausgeber Kölnische Rundschau)
- Frauke Gerlach (Direktorin/ Geschäftsführerin Grimme-Institut)
- Peter Stefan Herbst (Chefredakteur Saarbrücker Zeitung)
- Bascha Mika (Autorin)
- Heinrich Meyer (Herausgeber der Neue Ruhr/Neue Rhein Zeitung)

## Jury
Der Jury gehörten im Jahr 2023 an:
- Nico Fried (22  Jahre bei der SZ, seit August 2022 Politikchef Stern)
- Lars Haider (Chefredakteur Hamburger Abendblatt)
- Julia Lumma (Stv. Chefredakteurin Content Development VRM)
- Lorenz Maroldt (Chefredakteur Der Tagesspiegel)
- Anna Petersen (Mitglied der Chefredaktion Mitteldeutsche Zeitung)
- Benjamin Piel (Chefredakteur Mindener Tageblatt)
- Anja Reich (Chefin Dossier Berliner Zeitung)
- Julia Schaaf (Redakteurin Frankfurter Allgemeine Sonntagszeitung)
- Ulrike Winkelmann (Chefredakteurin taz - tageszeitung)

## Kategorien
Anlässlich des 50-jährigen Jubiläums im Jahr 2012 änderten Jury und Kuratorium die Kategorien, in denen der Theodor-Wolff-Preis seit 2013 vergeben wird. Es werden nun jeweils zwei Preise in der Kategorie „Lokaljournalismus“ und „Reportage/Essay/Analyse“ ausgelobt; außerdem wird ein Preis im Bereich „Meinung/Leitartikel/Kommentar/Glosse“ vergeben. Während bis zum Jahr 2012 nur Print-Artikel zugelassen waren, sind seit 2013 darüber hinaus auch Beiträge preiswürdig, die nur online auf Websites der Zeitungen erschienen sind.